# Малахитовая зелень

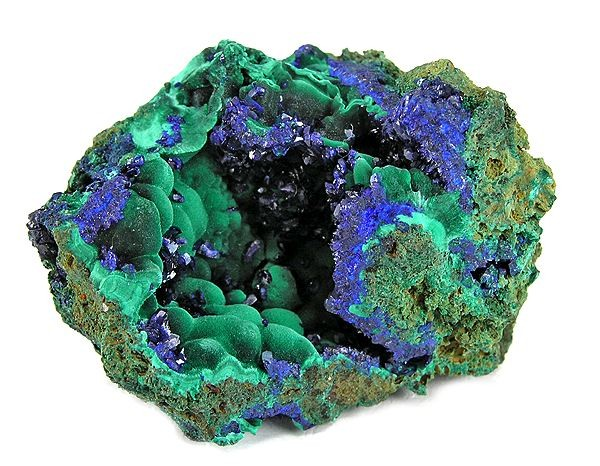
Образец малахита (зелёный) и азурита (синий) из чилийского месторождения

Малахи́товая зе́лень (в русских источниках также горная зелень, в итальянских источниках verde azzuro — «синяя зелень») — зелёный минеральный пигмент на основе дроблёного малахита или малахитового песка (землистого малахита).
Малахитовая зелень — один из самых распространённых зелёных пигментов древнего и средневекового искусства Азии и западной Европы. Древнейшее использование толчёного малахита в косметических целях (как тень для глаз) зафиксировано в Бадарийской культуре доисторического Египта (для которого синайский малахит был важнейшей медной рудой). В Китае времён династии Чжоу (с 8 века до н. э.) распространилась инкрустация бронзовых сосудов пастами на основе толчёных малахита, азурита и бирюзы. Европейская (точнее, эллинская) технология приготовления пигмента была впервые описана Диоскоридом в первом веке н. э. и с тех пор не менялась: привезённый из Армении, Македонии или с Кипра камень дробили, растирали в ступе, а полученный порошок тщательно промывали и затем отжимали. Промывку и отжим повторяли несколько раз до достижения идеально однородной структуры.
Также, как и родственный азурит (малахит и азурит обычно сосуществуют в комплексах различной пропорции), плохо смачиваемый натуральными маслами малахит непригоден для составления масляных красок и плохо пригоден в акварели. Именно поэтому в средние века с переходом европейского искусства с темперы на масло малахитовая зелень вышла из употребления. На Востоке, особенно в Японии, она широко используется и в наше время. 
Несмотря на широкое распространение, малахитовая зелень редко упоминается в европейских источниках — предположительно, из-за того, что малахитовая зелень приготовлялась и применялась точно так же, как часто описываемый в источниках синий азуритовый пигмент (древним источникам вообще свойственна неопределённость в идентификации различных природных минералов и соединений меди). Не все «малахитовые» цвета средневековых фресок в действительности были написаны малахитовой зеленью. Достоверно известно, что «зелень» фресок на сводах Верхней церкви в Ассизи была изначально синью: с изменениями химического состава пигмента изменился и цвет росписи.